# Desmiphora neoflavescens
Desmiphora neoflavescens är en skalbaggsart som beskrevs av Maria Helena M. Galileo och Martins 1998. Desmiphora neoflavescens ingår i släktet Desmiphora och familjen långhorningar. Inga underarter finns listade i Catalogue of Life.